# Adéla pestrá
Adéla pestrá (Nemophora degeerella či Adela degeerella) je drobný motýl z čeledi adélovitých. Vyznačuje se extrémně dlouhými tykadly.

## Areál rozšíření
Tento druh se vyskytuje na většině území Evropy, poměrně běžný je v severozápadní Evropě. Životním prostředím těchto motýlů jsou vlhké listnaté lesy s lesními cestami a živými ploty.

## Popis
Rozpětí křídel se u samců pohybuje v rozmezí 18-20 milimetrů, u samic 15-18 milimetrů. Hlava je tmavě hnědá, s tmavými a žlutými šupinami připomínajícími chlupy. Hruď má bronzově zlatavý lesk. Přední křídla jsou bronzově zlatožlutá nebo okrově lesklá s podélnými tmavohnědými a olověně šedými modrofialovými lesklými pruhy. Celá přední křídla protíná žlutý příčný pruh, který je orámován dvěma olověně šedými modrofialovými lesklými pruhy s tmavě hnědým lemem. Zadní křídla jsou hnědošedá. Samci mají nitkovitá tykadla dosahující až pětinásobku délky těla, zatímco samice mají tykadla mnohem kratší. U samic je navíc bazální část tykadel ztluštělá černými šupinami, zatímco špička je bílá.

## Biologie
Tyto motýli létají ve dne. Létají od května do července. Housenka se živí listy břízy, dospělý motýl se živí na rdesnu hadí kořen, kopretině bílé a kopřivách. Tento druh má jednu roční generaci. Housenky hibernují v kokonu z listů.